# 豕脊齿象
豕脊齿象(学名：Choerolophodon)是对长鼻目豕脊齿象科豕脊齿象属动物的通称。主要分布在中新世的东欧、西亚、南亚和非洲地区。可能有半水栖的习性。
豕脊齿象的形体特征主要来自对现存头骨化石的鉴别。其门齿（象牙）向外侧及上方弯曲, 没有釉质带，这是与嵌齿象科下的嵌齿象属(Gomphotherium)、铲齿象属(Platybelodon)和轭齿象属(Zygolophodon)相区别的主要特征；豕脊齿象头骨低平，臼齿为豕脊型齿，上有大小不一的乳突状结构，这是与嵌齿象科下的中华乳齿象属(Sinomastodon)和互棱齿象属(Anancus)的区别。此外，豕脊齿象长鼻较发达，下门牙退化。

## 分类
豕脊齿象属是Schlesinger依据希腊匹克米(Pikermi)晚中新世的化石提出的一个分类。后Gaziry建立豕脊齿象亚科，将豕脊齿象属纳入其中。
豕脊齿象属包括：
- Choerolophodon pentelici（模式种）：为晚中新世时期，发现于希腊匹克米的化石包括3个幼年头骨[6]，土耳其的化石包括完整的头骨[1]。与属内其他种的主要区别在于其眼眶前缘退缩到齿列之后, 并位于头骨侧面的顶部[2]。
- 褶齿豕脊齿象 Choerolophodon corrugatus：为中中新世到晚中新世时期，发现于巴基斯坦[7]。此地区发现的早中新世到中中新世的豕脊齿象属未定种颊齿化石也可能与本物种有一定关系[8]。另外，在中国发现的晚中新世或上新世的厚齿象属(Synconolophus，后作为豕脊齿象属的异名[3]:39-48)的两个种（Synconolophus fukienensis Zhou et Zhang, 1974, Synconolophus cf. ptychodus Osborn, 1951）以及一个未定种，都是臼齿化石[9] ，可能与本种有直接关系[2]。
- Choerolophodon ngorora：为晚中新世时期，发现于非洲肯尼亚地区Ngorora组，是一个残破的上颌化石[10]，同地发现的其他年代更早的化石也曾被归入该种，后被改为非洲豕齿象属[11]。
- 广河豕脊齿象 Choerolophodon guangheensis：为早中新世晚期，2011年发现于中国广河县大浪沟，化石为一个较完整的头骨[2]。

以下是归属有争议的物种：
- Choerolophodon zaltaniensis：为晚中新世时期，发现于利比亚，化石包括一些颊齿及残破下颌[12]。Pickford推测本种与Choerolophodon pygmaeus为同一物种, 两者之间的差异是性别不同引起的[11]。
- 古印度豕齿象 Choerolophodon palaeindicus：为早中新世时期，发现于巴基斯坦德拉布提，化石只有一些牙齿[13]。有人推测其结构原始，可能属于非洲豕齿象属，与Afrochoerodon kisumuensis接近[14] ，但也有人认为这种推测过于泛泛，认为本种有可能与广河豕脊齿象有一定亲缘关系[2]。
- 矮豕脊齿象 Choerolophodon pygmaeus：为中中新世时期，最早发现于阿尔及利亚卡拜里，是一个残破颊齿化石，曾定名为Mastodon angustidens pygmaeus[15]。法国古生物学家皮克弗德（Pickford）认为在肯尼亚Ngorora组发现的一些嵌齿象科的上下齿列, 残破门齿及部分头后骨骼与阿尔及利亚的化石十分接近，而将二者归入本种[11]。此外，在南非和纳米比亚也发现了本种的化石[16]。

此外，德国古生物学家托宾（Tobien）等将在中国发现的一些曾定为嵌齿象属(Platybelodon，即三棱齿象属Trilophodon)或铲齿象属的颊齿化石也归入豕脊齿象属未定种，包括: 
1. TM-18 902, 左M1, 原定为Trilophodon cf. wimani
2. TM-18 899, 右M2, 原定为Trilophodon wimani
3. GM-Vm 503, 右m3(或m2)残段, 原定为Gomphotherium elegans
4. IVPP V2565, 左M1, 原定为Gomphotherium cf. connexus
5. IVPP V2680, 左M3 残段, 原定为Gomphotherium changzhiensis
6. IVPP V3083, m3 残段, 原定为Platybelodon grangeri
7. IVPP V5576, 右M1, 原定为Platybelodon grangeri

其中1和2也有人认为应该归入中华乳齿象属(Sinomastodon) 。
以下几个物种曾经归为豕脊齿象属，现在则被归为非洲豕齿象属（Afrochoerodon）：
- Choerolophodon kisumuensis：现在命名为Afrochoerodon kisumuensis
- Choerolophodon chioticus：现在命名为Afrochoerodon chioticus